# Paralelism sintactic
Paralelismul sintactic este un procedeu compozițional cu efect de intensificare sau repetarea unei structuri (expresii sau cuvinte) de cel puțin 2 ori),in aceeași ordine sau din construcția a două sau mai multe propoziții, versuri sau strofe. De asemenea, poate desemna identitatea structurii sintactice din două sau mai multe enunțuri apropiate din text, astfel încât asemănarea lor să fie perceptibilă. Procedeul este specific poeziei populare.
Cum ar fi:
„Fluieraș de fag
Mult zicea cu drag
Fluieraș de os
Mult zicea duios
Fluieraș de soc
Mult zicea cu foc”
(Miorița)

Exemplu:
Toamna sună-n geam frunze de metal,
Vânt.
În tăcerea grea, gând și animal,
Frânt.
În odaie, trist sună lemnul mut:
Poc.
Umbre împrejur într-un gol, tăcut,
Loc.
...
(monosilab de toamnă)
"La mijloc de codru des
Toate păsările ies,
Din huceag de aluniș
La voiosul luminiș,
Luminiș de lângă baltă,
Care-n trestia înaltă
Legănându-se din unde,
în adânsu-i se pătrunde
Și de lună și de soare
Și de păsări călătoare,
Și de lună și de stele
Și de zbor de rândunele
Și de chipul dragei mele."
(La mijloc de codru...)
Un exemplu din proză: „alcătuirea ei e menită să strălucească, trupul ei să înflorească” (Mihail Sadoveanu).